# In Living Color
In Living Color è una serie televisiva di sketch statunitense creata da Keenen Ivory Wayans e Damon Wayans e trasmessa in America dal network televisivo Fox dal 1990 al 1994.

## Descrizione generale e storia
La serie è atta a fare della comicità enfatizzando sulla questione degli uomini e donne di colore. Gli sketch presenti furono talmente apprezzati che incrementarono la fama di comici e attori come Jim Carrey (uno degli unici due uomini bianchi della serie nel cast originale, allora accreditato come "James Carrey"), Jamie Foxx (futuro vincitore di un Academy Award, che si aggiunse al cast nella terza stagione) e David Alan Grier (che già aveva recitato in un film di Keenen Ivory Wayans del 1988, ovvero Scappa, scappa... poi ti prendo!). Anche i membri di ballo (le "Fly Girls") continueranno la loro carriera, in particolare la celeberrima attrice e cantante Jennifer Lopez (anche lei si unirà al cast nella terza stagione); ancora la coreografa Laurieann Gibson e Rosie Perez, in seguito nominata per un Academy Award.

### Episodio pilota
Per la sigla di apertura dell'episodio pilota è stato usato un logo di aspetto esotico in bianco-nero. Dopo una causa con la band Living Colour, esso è stato modificato con un carattere piuttosto semplice ed in tre colori. Entrambe le sigle furono musicate dal gruppo hip hop Heavy D & the Boyz. Il simbolo e la sequenza iniziale sono state ispirate dallo stile della Memphis, un gruppo di designer italiani.

### Emittenti
- Spagna - Fox
- Paesi Bassi - Fox
- Portogallo - Fox
- Finlandia - Fox

## Episodi
| Stagione         | Episodi | Prima TV USA                          | Prima TV Italia |
| ---------------- | ------- | ------------------------------------- | --------------- |
| Prima stagione   | 13      | 15 aprile 1990 - 9 settembre 1990     |                 |
| Seconda stagione | 26      | 23 settembre 1990 – 1º settembre 1991 |                 |
| Terza stagione   | 30      | 22 settembre 1991 – 10 maggio 1992    |                 |
| Quarta stagione  | 33      | 27 settembre 1992 – 6 maggio 1993     |                 |
| Quinta stagione  | 26      | 16 settembre 1993 – 19 maggio 1994    |                 |

### Pubblicazione in DVD
Data di uscita:
- Prima stagione: 6 aprile 2004
- Seconda stagione: 28 settembre 2004
- Terza stagione: 10 maggio 2005
- Quarta stagione: 25 ottobre 2005
- Quinta stagione: 11 aprile 2006

## Performance live - Guest Star

### Stagione 2
- 3rd Bass
- Queen Latifah
- Leaders of the New School
- Another Bad Creation
- Monie Love
- KRS-One
- Public Enemy con Ice Cube
- Nikki D
- Rich Nice
- Heavy D. & The Boyz
- The Afros
- D-Nice

### Stagione 3
- A Tribe Called Quest
- MC Lyte
- Shabba Ranks con Maxi Priest
- Eric B. & Rakim
- Queen Latifah
- Leaders of the New School
- Heavy D. & The Boyz con 2Pac e Flavor Flav
- Black Sheep
- Kris Kross
- Jodeci
- Color Me Badd
- Big Daddy Kane

### Stagione 4
- Another Bad Creation
- Heavy D. & The Boyz
- Da Youngsta's
- The Pharcyde
- Showbiz & A.G. con Dres
- Onyx
- Mary J. Blige
- Wreckx-N-Effect
- Grand Puba
- Arrested Development
- Digable Planets

### Stagione 5
- Leaders of the New School
- Lords of the Underground
- Souls of Mischief
- Eazy-E con Dresta
- To Be Continued...
- Guru con N'Dea Davenport
- Patra
- Boss
- Us3
- Simple E
- Me'Shell NdegeOcello

## Personaggi
- Jim Carrey
- Kelly Coffield
- Kim Coles
- Tommy Davidson
- David Alan Grier
- T'Keyah Crystal Keymáh
- Damon Wayans
- Keenen Ivory Wayans
- Kim Wayans
- Shawn Wayans
- Jamie Foxx
- Steve Park
- Leroy 'Twist' Casey
- Marlon Wayans
- Alexandra Wentworth
- Anne-Marie Johnson
- Reggie McFadden
- Jay Leggett
- Carol Rosenthal
- Marc Wilmore

### Corpo di ballo
Le ragazze che formavano il corpo di ballo erano chiamate "Fly Girls" ed erano:
- Cari French - stagioni 1-3 (1990-1992)
- Carrie Ann Inaba - stagioni 1-3 (1990-1992)
- Deidre Lang - stagioni 1-5 (1990-1994)
- Lisa Marie Todd - stagioni 1-3 (1990-1992)
- Michelle Whitney-Morrison - stagioni 1-2 (1990-1991)
- Carla Garrido - stagione 2 (1990-1991) (iniziò nel quattordicesimo episodio il 3 febbraio 1991[2])
- Jennifer Lopez- stagioni 3-4 (1991-1993)
- Jossie Harris - stagioni 4-5 (1992-1994)
- Keri Lane - stagione 3 (1991)
- Lisa Joann Thompson - stagioni 4-5 (1992-1994)
- Laurieann Gibson- stagione 5 (1993-1994)
- Masako Willis - stagione 5 (1993-1994)
- MaDonna Grimes - stagione 4 (1993-1994)

La coreografa dalla prima alla quarta stagione è stata Rosie Perez ed aveva come assistenti Jossie Thacker, Lisa Thompson, Deidre Lang ed Arthur Rainer. Quest'ultimo divenne il coreografo della successiva stagione.

### Ospiti
- Chris Rock, sebbene si pensasse fosse un membro ufficiale della serie, apparve solo in alcuni sketch della quinta stagione e riprese il suo personaggio "Cheap Pete" da I'm Gonna Git You Sucka. Nei primi anni di In Living Color, fu creata una parodia su Rock, per essere l'unico afroamericano su Saturday Night Live;
- Nick Bakay, nella quinta stagione;
- Peter Marshall, nella quinta stagione;
- Biz Markie, nella quinta stagione.

### Crossover
- Ai BET Awards del 2006, quando lo spettacolo riprese dopo le interruzioni pubblicitarie, il conduttoreDamon Wayans interpretò un personaggio che ricordava molto il critico Blaine Edwards  di "Men on ...";
- L'ex membro del cast Shawn Wayans imitò J.J. Evans, protagonista della fiction Good Times ed interpretato dall'attore Jimmie Walker, nella canzone-parodia musicale Mama Said Knock You Out di LL Cool J nel 1992. Lo imiterà nuovamente nel 1997, nella puntata "Unspoken Token" della sitcom The Wayans Bros., nella quale sogna di essere il protagonista durante gli anni settanta in una reunion con Bern Nadette Stanis (Thelma Evansnella fiction), Johnny Brown (Nathan Bookman) e Ja'net DuBois (Willona Woods). In In Living Color Marlon Wayans interpreta Michael Evans, Anna Maria Horsford Florida Evans e John Witherspoon James Evans;
- Jamie Foxx impersonò il suo ruolo di Wanda in un breve passaggio ai BET Awards del 2009;
- In Bugiardo bugiardo, Jim Carrey interpretò il suo personaggio Fire Marshal Bill in una delle scene finali.

#### Saturday Night Live
Ogni colonna portante di In Living Color, come Damon Wayans, Jim Carrey, David Alan Grier, Jamie Foxx e Jennifer Lopez, ha partecipato come host in un episodio di Saturday Night Live:
- Damon Wayans era presente nell'undicesima stagione (1985-1986); fu licenziato per aver interpretato lo stereotipo del poliziotto omosessuale, che richiamava il suo personaggio in "Men on Film", in uno sketch che non lo richiedeva. Nonostante il licenziamento, tornò per una performance nell'ultima stagione, condotta da Anjelica Huston e Billy Martin, e per un episodio della ventesima stagione, 1995, in cui interpreta due personaggi di In Living Color: il senzatetto Anton Jackson ed il critico cinematografico gay Blaine Edwards.
- Jim Carrey fece un'audizione per entrare a far parte del cast della sfortunata stagione del 1980-1981, ma fu scartato in favore di Charles Rocket, con cui apparirà nei film Le ragazze della Terra sono facili del 1989 e in Scemo & più scemo nel 1994. Condusse, diversi episodi di tra cui in una puntata della ventunesima, nel 1996, dove impersonò Fire Marshal Bill durante il monologo iniziale.
- David Alan Grier apparì per la prima volta nella ventesima stagione nei panni del critico Antoine Merriweather come in "Men on Film", successivamente condusse la ventunesima stagione, iniziata il 9 dicembre 1995 e la ventiduesima, iniziate il 18 marzo 1997. Fece anche un'apparizione su MADtv, rivale di Saturday Night Live, impersonando il giornalista Ed Bradley in uno sketch riguardante il suo programma 60 Minutes.
- Jamie Foxx condusse SNL a partire dall'8 gennaio 2000 e fu il primo presentatore del nuovo millennio. Gli ospiti musicali di questa prima puntata furono i Blink-182. Fu anche protagonista dello show insieme a due attori afroamericani con cui collaborerà in altri progetti: Garrett Morris in The Jamie Foxx Show ed Eddie Murphy nel film Dreamgirls del 2006.
- Jennifer Lopez era un'ospite musicale a SNL nella stagione venticinquesima, condotta da Alan Cumming invece che da Jon Stewart come previsto, e la conduttrice oltre che ospite musicale di un episodio nel febbraio 2001. Durante la puntata ci fu anche uno sketch dove alcuni membri del cast del programma interpretano le ballerine di SNL (Rachel Dratch, Jerry Minor e Tracy Morgan) interpretano le Fly Girls di In Living Color e l'accusano di aver dimenticato i suoi inizi da ballerina.  La Lopez tornerà a condurre ed a seguire la parte musicale in un episodio andato in onda il 27 febbraio 2010, diventando così la prima latino-americana a condurre due volte il programma.